# Homogenia dysderci
Homogenia dysderci är en tvåvingeart som först beskrevs av Townsend 1937.  Homogenia dysderci ingår i släktet Homogenia och familjen parasitflugor. Inga underarter finns listade i Catalogue of Life.